# Reprodukovatelné sestavení
Reprodukovatelné sestavení je pojem z oboru počítačové bezpečnosti, kde označuje takový překlad, který ze stejného zdrojového kódu vytvoří vždy stejný binární kód.  Jedná se tedy o překlad, který je deterministický a jako vstup využívá pouze zdrojový kód. Tím se liší od obvyklejšího sestavování, které často obsahuje například časové značky, nemusí zachovávat pořadí zpracování souborů, může brát ohled na proměnné prostředí a podobně.
Při použití reprodukovatelných sestavení si kdokoliv může ověřit, že daný binární kód vznikl z daných zdrojových kódu, což má význam zejména u otevřeného software a tam, kde zdrojové kódy prošly auditem.
Mezi linuxové distribuce usilující o reprodukovatelné sestavování svých balíčků patří Arch Linux a Debian. Z aplikačního software podporuje reprodukovatelné sestavení například Telegram.